# La Sauvetat (Puèi Domat)
La Sauvetat és un municipi francès situat al departament del Puèi Domat i a la regió d'Alvèrnia-Roine-Alps. L'any 2007 tenia 639 habitants.

## Demografia

### Població
El 2007 la població de fet de La Sauvetat era de 639 persones. Hi havia 287 famílies de les quals 90 eren unipersonals (45 homes vivint sols i 45 dones vivint soles), 94 parelles sense fills, 78 parelles amb fills i 25 famílies monoparentals amb fills.
La població ha evolucionat segons el següent gràfic:
Habitants censats

### Habitatges
El 2007 hi havia 331 habitatges, 291 eren l'habitatge principal de la família, 16 eren segones residències i 24 estaven desocupats. 319 eren cases i 10 eren apartaments. Dels 291 habitatges principals, 230 estaven ocupats pels seus propietaris, 48 estaven llogats i ocupats pels llogaters i 13 estaven cedits a títol gratuït; 5 tenien una cambra, 12 en tenien dues, 51 en tenien tres, 94 en tenien quatre i 128 en tenien cinc o més. 203 habitatges disposaven pel capbaix d'una plaça de pàrquing. A 121 habitatges hi havia un automòbil i a 133 n'hi havia dos o més.

### Piràmide de població
La piràmide de població per edats i sexe el 2009 era:
| Homes | Edats   | Dones |
| ----- | ------- | ----- |
| 0     | 95 o +  | 0     |
| 1     | 90 a 94 | 0     |
| 2     | 85 a 89 | 4     |
| 2     | 80 a 84 | 8     |
| 15    | 75 a 79 | 16    |
| 11    | 70 a 74 | 16    |
| 19    | 65 a 69 | 22    |
| 14    | 60 a 64 | 18    |
| 22    | 55 a 59 | 20    |
| 25    | 50 a 54 | 23    |
| 25    | 45 a 49 | 17    |
| 22    | 40 a 44 | 26    |
| 19    | 35 a 39 | 22    |
| 27    | 30 a 34 | 21    |
| 12    | 25 a 29 | 19    |
| 17    | 20 a 24 | 12    |
| 16    | 15 a 19 | 12    |
| 13    | 10 a 14 | 13    |
| 21    | 5 a 9   | 13    |
| 12    | 0 a 4   | 14    |

## Economia
El 2007 la població en edat de treballar era de 403 persones, 302 eren actives i 101 eren inactives. De les 302 persones actives 278 estaven ocupades (157 homes i 121 dones) i 24 estaven aturades (13 homes i 11 dones). De les 101 persones inactives 46 estaven jubilades, 27 estaven estudiant i 28 estaven classificades com a «altres inactius».

### Ingressos
El 2009 a La Sauvetat hi havia 298 unitats fiscals que integraven 661 persones, la mediana anual d'ingressos fiscals per persona era de 19.697 €.

### Activitats econòmiques
Dels 22 establiments que hi havia el 2007, 1 era d'una empresa alimentària, 1 d'una empresa de fabricació d'altres productes industrials, 6 d'empreses de construcció, 4 d'empreses de comerç i reparació d'automòbils, 3 d'empreses d'hostatgeria i restauració, 1 d'una empresa financera, 3 d'empreses de serveis, 1 d'una entitat de l'administració pública i 2 d'empreses classificades com a «altres activitats de serveis».
Dels 7 establiments de servei als particulars que hi havia el 2009, 1 era un paleta, 1 fusteria, 1 lampisteria, 2 electricistes, 1 perruqueria i 1 saló de bellesa.
L'únic establiment comercial que hi havia el 2009 era una fleca.
L'any 2000 a La Sauvetat hi havia 23 explotacions agrícoles que ocupaven un total de 960 hectàrees.

## Equipaments sanitaris i escolars
El 2009 hi havia una escola elemental integrada dins d'un grup escolar amb les comunes properes formant una escola dispersa.

## Poblacions més properes
El següent diagrama mostra les poblacions més properes.